# Mečouni
Řád mečouni (Istiophoriformes) je nepočetná skupina velkých mořských paprskoploutvých ryb s velmi nápadným rypcem (rostrem) protaženým v mečovitý nebo hrotitý výběžek. Jsou to velmi aktivní predátoři ryb, hlavonožců apod. s vysokou hladinou metabolismu a schopností udržovat některé části těla (např. mozek) teplejší než okolí. Vyskytují se hlavně v teplých vodách moří a oceánů po celém světě, zasahují i do mírných pásem. Největší zástupci (marlíni rodu Makaira) mohou dosahovat délky kolem 4,5 m a hmotnosti až 900 kg. Patří sem celkem 12 až 13 druhů: mečoun obecný, plachetníci a marlíni. Jsou to významné lovné ryby. 

## Popis

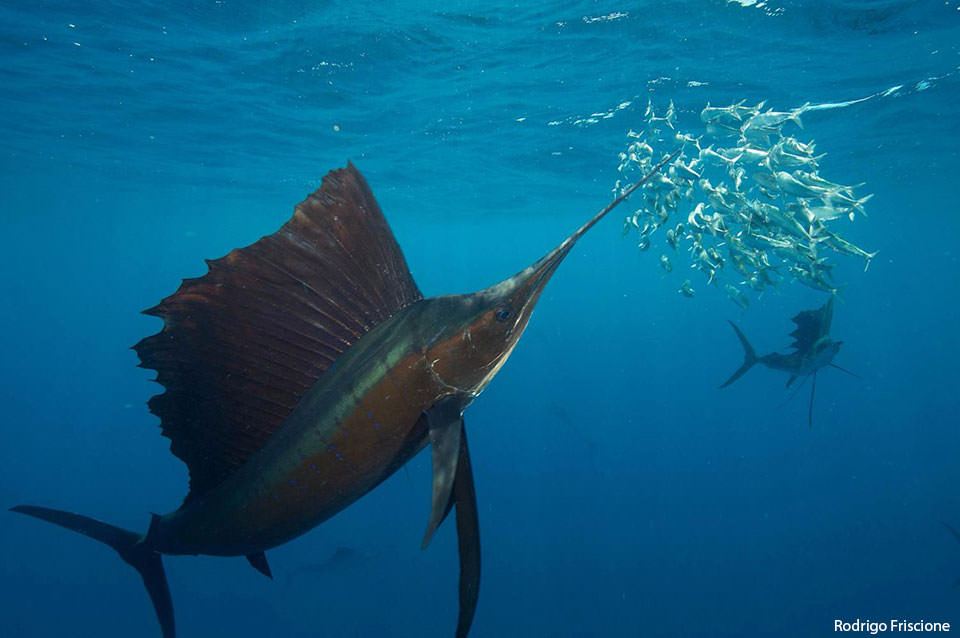
Plachetník při lovu

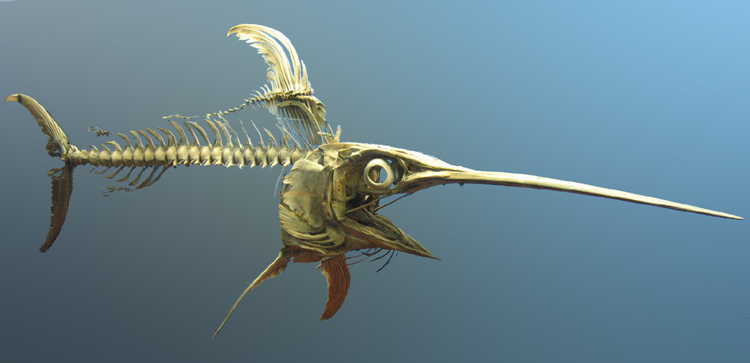
Kostra mečouna

Nejnápadnější znak mečounů, který se odráží i v pojmenování řádu, je dlouhé rostrum (rypec) tvořené hlavně nosními kostmi a premaxillami (mezičelistními kostmi). Rostrum využívají tyto ryby při lovu kořisti (při jejím omračování nebo pobodání); jejich kořistí jsou hlavně ryby a hlavonožci. Pod rostrem jsou uložena spodní ústa. Za řitní a hřbetní ploutví (která není vybavena pevnými ostny) mají další menší ploutve. Prsní ploutve jsou posazeny relativně nízko, břišní ploutve jsou zcela nebo částečně redukované (zúžené, i když mohou být dosti protažené). Jejich ocasní ploutev má zahnuté, štíhlé a dlouhé laloky. Na ocasním násadci mají jednoduchý nebo dvojitý boční kýl.
Maximální velikost se pohybuje od asi 1,5 m u nejmenších druhů marlínů rodu Tetrapterus až po asi 4,5 m u mečouna a marlínů rodu Makaira. Tito marlíni dosahují hmotnosti až 900 kg. Zástupci řádu mečouni jsou velice rychlí plavci. Marlín modrý (Makaira nigricans) umí vyrazit rychlostí až 80 km/h a delší dobu plavat rychlostmi přes 40 km/h. S vysokou aktivitou těchto ryb souvisí i schopnost udržovat v některých částech těla (v mozku, sítnici) vyšší teplotu (jde o tzv. kraniální endotermii).
Vyskytují se pelagicky v tropických vodách moří a oceánů celého světa, mečoun proniká i do chladnějších vod mírných pásem. Vyskytují se hlavně při hladině, ale mohou se potápět i do větších hloubek – v případě mečouna až do hloubky 900 m. Také jejich jikry jsou pelagické.

## Diverzita
Do řádu jsou zařazovány dvě čeledi: mečounovití s jediným druhem (mečoun obecný) a plachetníkovití. Celkem asi 11 druhů plachetníkovitých je řazeno do rodů plachetník (Istiophorus) a marlín (Makaira, Kajikija, Istiompax a Tetrapturus). Někdy jsou obě čeledi spojovány do jediné (mečounovití). Dlouhé rostrum  je u mečouna shora a zespoda zploštělé, na bočních hranách ostré, u plachetníkovitých je kratší a oblé. Mečounům chybí břišní ploutve, jejich pletenec, dále zuby a v dospělosti i šupiny. Jejich přední hřbetní ploutev je krátká a mezi ní a druhou hřbetní ploutví je dlouhá mezera. Plachetníkovití břišní ploutve mají, i když přeměněné v dlouhé úzké výrůstky na hrdle, jsou pokryti drobnými hrotitými šupinami a na čelistech mají četné drobné zoubky. Jejich přední hřbetní ploutev má dlouhou základnu protaženou daleko na hřbet.

## Příbuzenské vztahy
Ve starších systémech byli mečouni řazeni do široce pojímaného řádu ostnoploutví, který byl v zásadě obrovskou sběrnou skupinou pro pokročilé ryby, jejichž příbuzenské vztahy zůstávaly zastřeny. Za blízké mečounům byly běžně považovány ryby z čeledi makrelovití (kam patří zejména makrely a tuňáci) a z dalších příbuzných čeledí (pamakrelovití, tkaničnicovití). Společně tyto ryby tvořily podřád Scombroidei. Zároveň však panovalo podezření, že některé fyziologické a anatomické znaky, jimiž se makrelovití (hlavně tuňáci) a mečouni podobají, jsou prostě jen projevem konvergence pramenící z podobného životního stylu (v obou případech jde o velké, rychlé a aktivní pelagické predátory). Později, na základě fylogenetických analýz sekvencí DNA, bylo prokázáno, že mečouni nejsou makrelovitým blízce příbuzní, do řádu mečounů však byla např. ve významné publikaci Fishes of the World (5. vydání) zařazena též čeleď barakudovitých (Sphyraenidae), byť jen provizorně. Ta sice patří do širšího příbuzenského okruhu mečounů (společně se řadí do série řádů Carangaria), ale mečounům (pravděpodobně) nejsou bližší nežli další zástupci této série jako třeba stříkounovití, kranasovití nebo platýsi. Thacker & Near (2025) nehodnotí mečouny jako samostatný řád, ale klasifikují je v rámci širšího řádu Carangiformes (zatímco makrelovité v řádu Scombriformes, pozn.).

## Význam

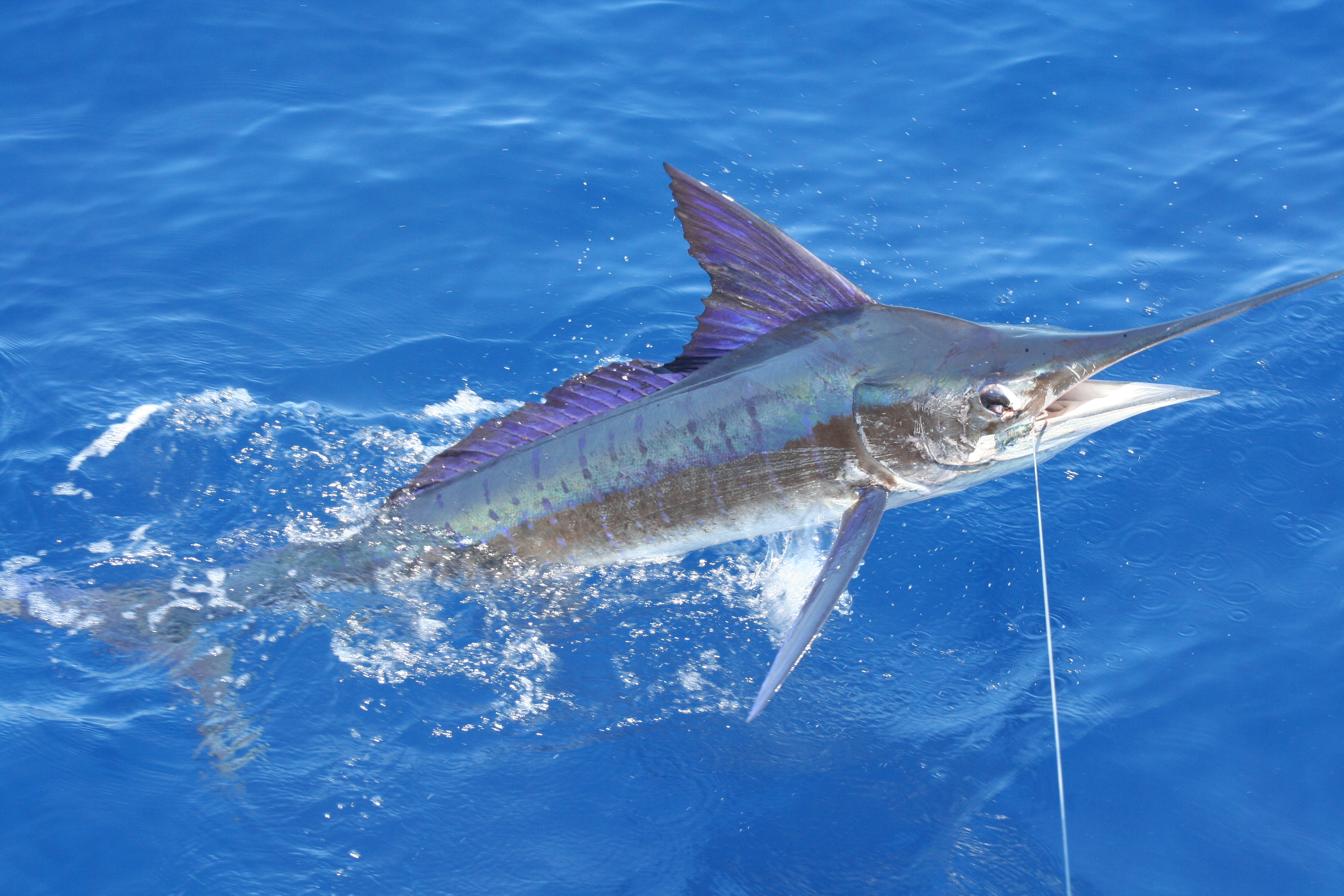
Marlín pruhovaný chycený na udici

Jde o významné lovné ryby, jejichž maso je považováno za velmi kvalitní. Kromě lovu na maso jsou i velmi oblíbenými objekty sportovního a trofejního lovu. Svým mečem mohou poškodit plavidla. V ekosystémech, kde se vyskytují, hrají roli vrcholových predátorů. Marlín bělavý (Kajikia albida) a marlín modrý jsou považováni za zranitelné druhy. Slavná novela E. Hemingwaye Stařec a moře pojednává o lovu marlína.

## Evoluce

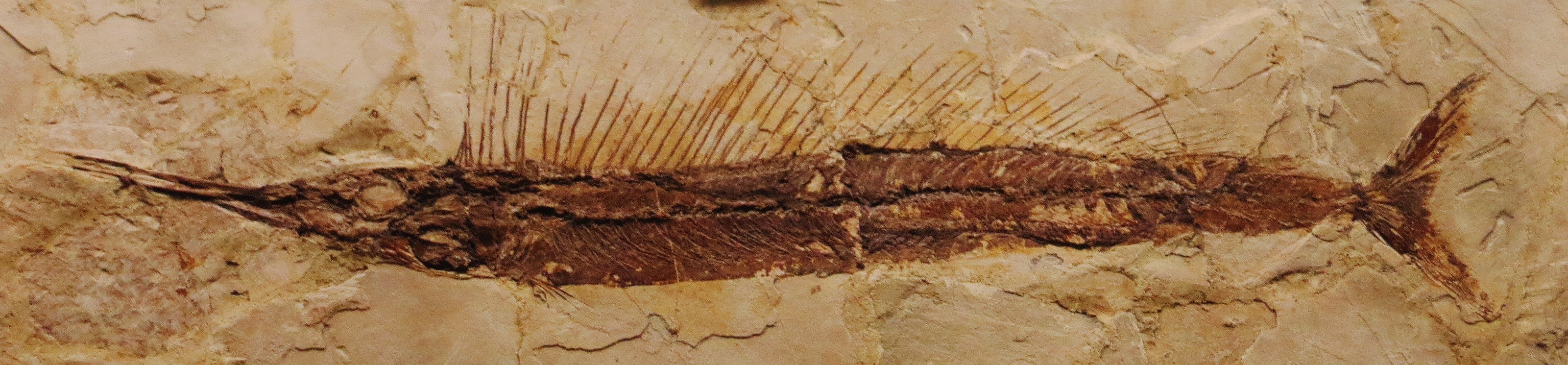
Palaeorhynchus

Do řádu mečouni jsou řazeny i fosilní čeledi Hemingwayidae, Blochiidae a Palaeorhynchidae z raného eocénu až raného miocénu. Hemingwaya sarissa je jediný reprezentant první z nich. Byla to ryba s dlouhou a vysokou hřbetní i řitní ploutví, za nimiž vždy následovala mnohem menší další ploutvička. Protažené měla obě štíhlé čelisti podobně jako zástupci čeledi Palaeorhynchidae. Ti měli jen jedinou dlouhou hřbetní a řitní ploutev. Totéž platí i pro čeleď Blochiidae, u nichž však rostrum horní čelisti výrazně přesahovalo dolní čelist.
Odhady založené na molekulárních hodinách naznačují, že obě recentní čeledi řádu se od sebe oddělily koncem křídy.

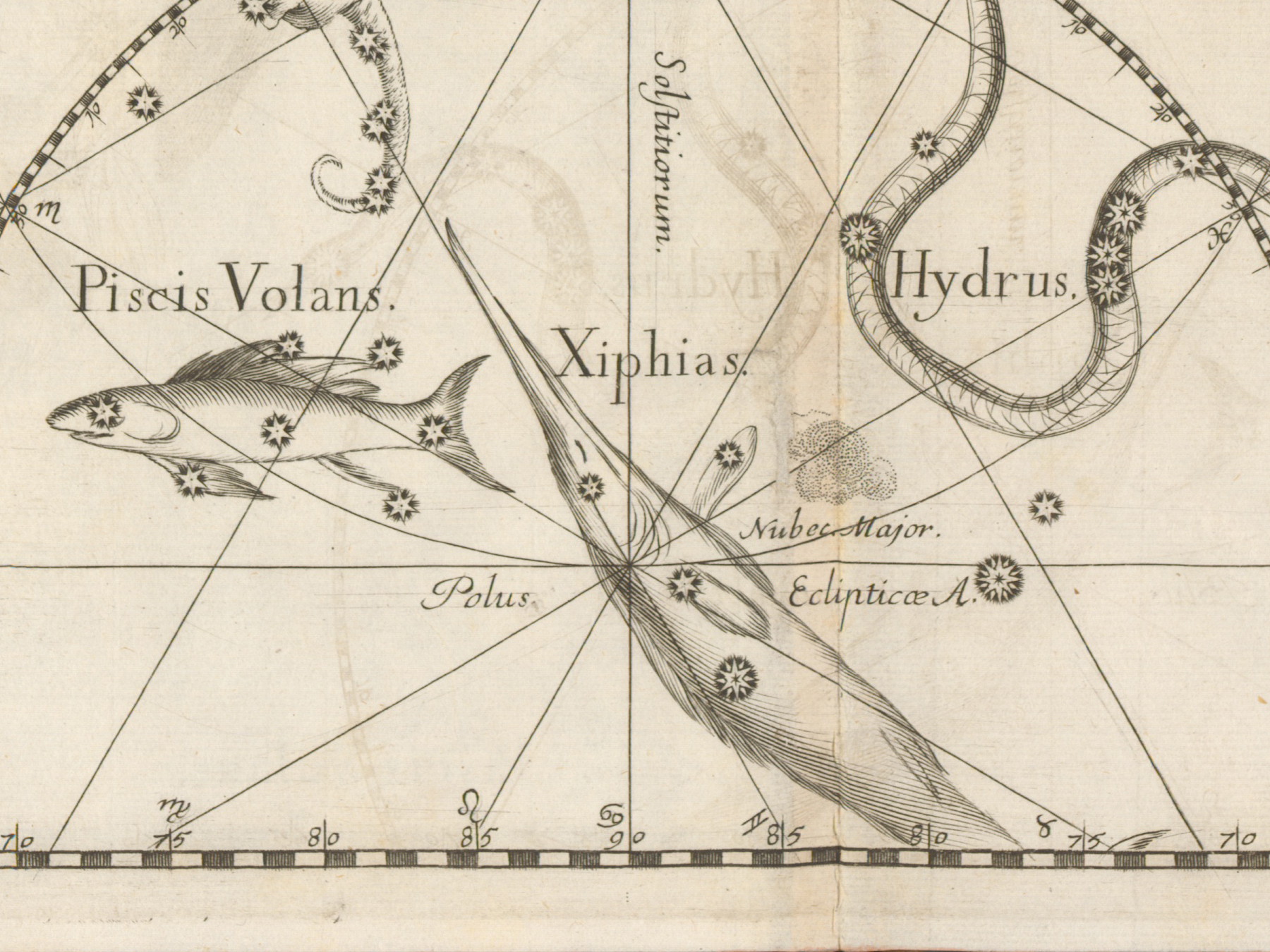
Mečoun jako souhvězdí na staré ilustrované astronomické mapě.